# H. L. Mencken
Henry Louis Mencken, também conhecido como H. L. Mencken (Baltimore, Maryland, 12 de setembro de 1880 – 29 de janeiro de 1956), foi um jornalista e crítico social norte-americano.

## Biografia
Ele fez muitos comentários sobre a cena social, literatura, música, políticos proeminentes e movimentos contemporâneos. Sua reportagem satírica sobre o Julgamento de Scopes, que ele apelidou de "Julgamento do Macaco", também chamou sua atenção.
Como acadêmico, Mencken é conhecido por The American Language, um estudo em vários volumes sobre como a língua inglesa é falada nos Estados Unidos. Como admirador do filósofo alemão Friedrich Nietzsche, ele era um oponente declarado da religião organizada, do teísmo e da democracia representativa, a última das quais ele via como um sistema em que homens inferiores dominavam seus superiores. Mencken era um defensor do progresso científico e era crítico da osteopatia e da quiropraxia. Ele também era um crítico aberto da economia.
Mencken se opôs à entrada americana tanto na Primeira quanto na Segunda Guerra Mundial. Parte da terminologia em suas entradas de diário privado foi descrita por alguns pesquisadores como racista e antissemita, embora essa caracterização tenha sido contestada. Larry S. Gibson argumentou que as visões de Mencken sobre raça mudaram significativamente entre seus primeiros e posteriores escritos, e que era mais preciso descrever Mencken como elitista do que racista. Ele parecia mostrar um entusiasmo genuíno pelo militarismo mas nunca em sua forma americana. "A guerra é uma coisa boa", escreveu ele certa vez, "porque é honesta, admite o fato central da natureza humana […] Uma nação por muito tempo em paz torna-se uma espécie de solteirona gigantesca".
Seus documentos foram distribuídos entre várias bibliotecas municipais e universitárias, com a maior coleção mantida na Sala Mencken na filial central da Biblioteca Livre Enoch Pratt de Baltimore.

## Obras em português
- O Livro dos Insultos (2009);[12]

## Obras completas em inglês

### Livros
- George Bernard Shaw: His Plays (1905)
- The Philosophy of Friedrich Nietzsche (1907)
- The Gist of Nietzsche (1910)
- What You Ought to Know about your Baby (Ghostwriter para Leonard K. Hirshberg; 1910)
- Men versus the Man: a Correspondence between Robert Rives La Monte, Socialist and H. L. Mencken, Individualist (1910)
- Europe After 8:15 (1914)
- A Book of Burlesques (1916)
- A Little Book in C Major (1916)
- A Book of Prefaces (1917)
- In Defense of Women (1918)
- Damn! A Book of Calumny (1918)
- The American Language (1919)
- Prejudices (1919–27)
  - First Series (1919)
  - Second Series (1920)
  - Third Series (1922)
  - Fourth Series (1924)
  - Fifth Series (1926)
  - Sixth Series (1927)
  - Selected Prejudices (1927)
- Heliogabalus (A Buffoonery in Three Acts) (1920)
- The American Credo (1920)
- Notes on Democracy (1926)
- Menckeneana: A Schimpflexikon (1928) – Editor
- Treatise on the Gods (1930)
- Making a President (1932)
- Treatise on Right and Wrong (1934)
- Happy Days, 1880–1892 (1940)
- Newspaper Days, 1899–1906 (1941)[13]
- A New Dictionary of Quotations on Historical Principles from Ancient and Modern Sources (1942)
- Heathen Days, 1890–1936 (1943)
- Christmas Story (1944)
- The American Language, Supplement I (1945)
- The American Language, Supplement II (1948)
- A Mencken Chrestomathy (1949) (edited by H.L. Mencken)

Coleções póstumas
- Minority Report (1956)
- On Politics: A Carnival of Buncombe (1956)
- Cairns, Huntington, ed. (1965), The American Scene.
- The Bathtub Hoax and Other Blasts and Bravos from the Chicago Tribune (1958)
- Lippman, Theo Jr, ed. (1975), A Gang of Pecksniffs: And Other Comments on Newspaper Publishers, Editors and Reporters.
- Rodgers, Marion Elizabeth, ed. (1991), The Impossible H.L. Mencken: A Selection of His Best Newspaper Stories.
- Yardley, Jonathan, ed. (1992), My Life As Author and Editor.
- A Second Mencken Chrestomathy (1994) (editado por Terry Teachout)
- Thirty-five Years of Newspaper Work (1996)
- A Religious Orgy in Tennessee: A Reporter's Account of the Scopes Monkey Trial, Melville House Publishing, 2006.

### Chapbooks, panfletos e ensaios notáveis
- Ventures into Verse (1903)
- The Artist: A Drama Without Words (1912)
- The Creed of a Novelist (1916)
- Pistols for Two (1917)
- The Sahara of the Bozart (1920)
- Gamalielese (1921)
- "The Hills of Zion" (1925)
- The Libido for the Ugly (1927)
- The Penalty of Death[14]